# 向野敏昭
向野 敏昭（こうの としあき、1939年（昭和14年）11月11日 - 2015年（平成17年）2月10日）は、日本の政治家、福岡県直方市長（3期）。

## 来歴
福岡県出身。1963年九州大学農学部卒。福岡県庁に入り、甘木農林事務所長、直方市助役などを経て、2003年、当時の直方市長が公共工事に関する贈収賄事件で逮捕され、それに伴う市長選挙に立候補し、当選した。2007年の市長選挙で再選。2011年には3期目の当選を成し遂げたが、2015年2月その任期満了を前に腎臓がんのため死去した。